# Лома (Північна Дакота)
Лома (англ. Loma) — місто (англ. city) в США, в окрузі Кавальєр штату Північна Дакота. Населення — 10 осіб (2020).

## Географія
Лома розташована за координатами 48°38′16″ пн. ш. 98°31′33″ зх. д. / 48.63778° пн. ш. 98.52583° зх. д. (48.637732, -98.525696).  За даними Бюро перепису населення США в 2010 році місто мало площу 69,49 км², з яких 68,45 км² — суходіл та 1,04 км² — водойми.

## Демографія
Згідно з переписом 2010 року, у місті мешкало 16 осіб у 7 домогосподарствах у складі 3 родин. Густота населення становила 0 осіб/км².  Було 13 помешкання (0/км²).
Расовий склад населення:
| - 100,0 % — білих |

До двох чи більше рас належало 0,0 %. Частка іспаномовних становила 0,0 % від усіх жителів.
За віковим діапазоном населення розподілялося таким чином: 25,0 % — особи молодші 18 років, 56,2 % — особи у віці 18—64 років, 18,8 % — особи у віці 65 років та старші. Медіана віку мешканця становила 43,0 року. На 100 осіб жіночої статі у місті припадало 128,6 чоловіків;  на 100 жінок у віці від 18 років та старших — 140,0 чоловіків також старших 18 років.
Цивільне працевлаштоване населення становило 6 осіб. Основні галузі зайнятості: роздрібна торгівля — 33,3 %, мистецтво, розваги та відпочинок — 33,3 %, освіта, охорона здоров'я та соціальна допомога — 16,7 %, будівництво — 16,7 %.